# Cardisoma
Genre
Cardisoma est un genre de crabes terrestres de la famille des Gecarcinidae.

## Liste d'espèces
- Cardisoma armatum Herklots, 1851
- Cardisoma carnifex (Herbst, 1796)
- Cardisoma crassum Smith, 1870
- Cardisoma guanhumi Latreille, 1828

## Sources
- Ng, Guinot & Davie, 2008 : Systema Brachyurorum: Part I. An annotated checklist of extant brachyuran crabs of the world. Raffles Bulletin of Zoology Supplement, n. 17 p. 1–286.